# Giardino

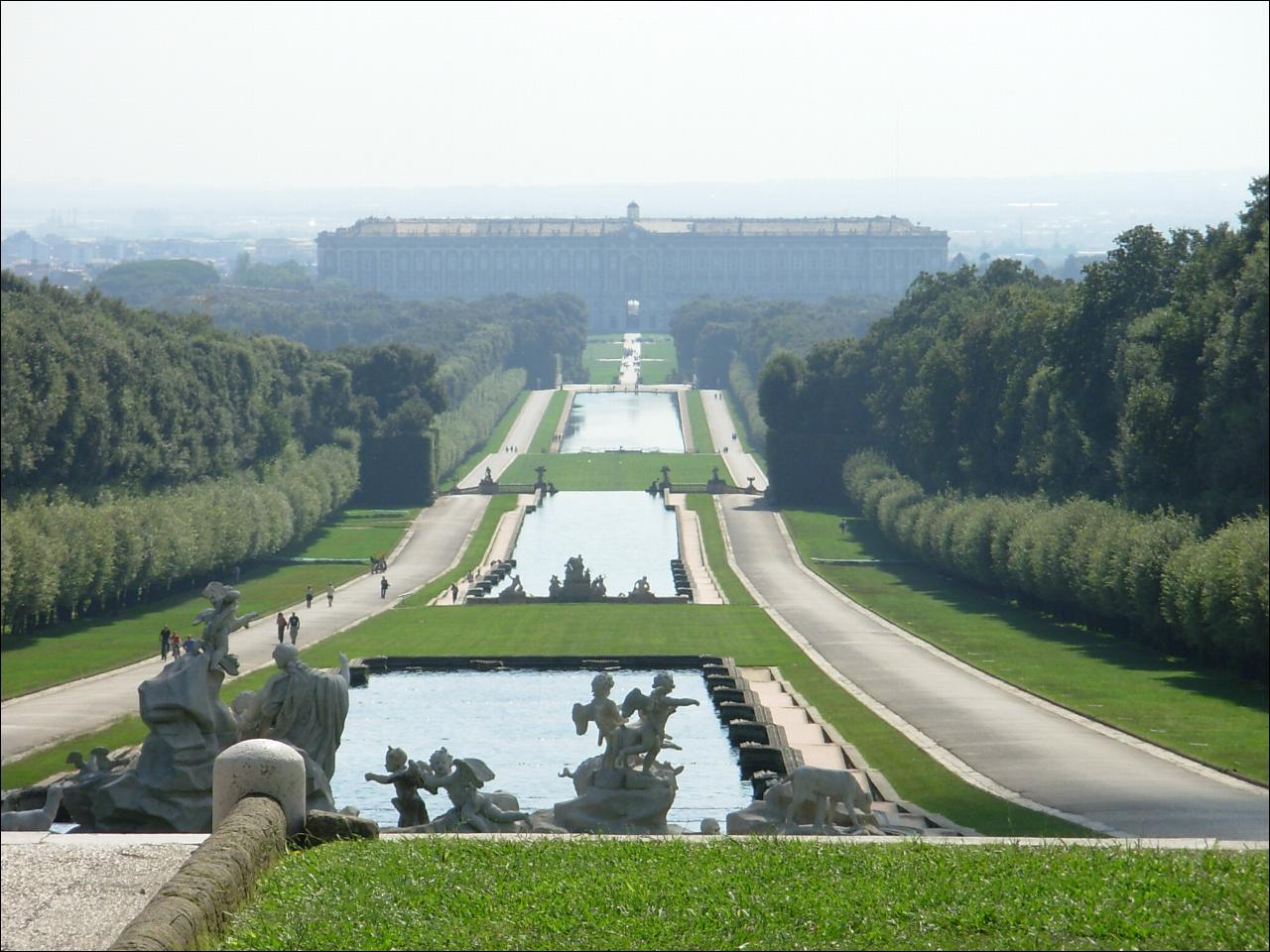
I giardini reali della Reggia di Caserta, Italia.

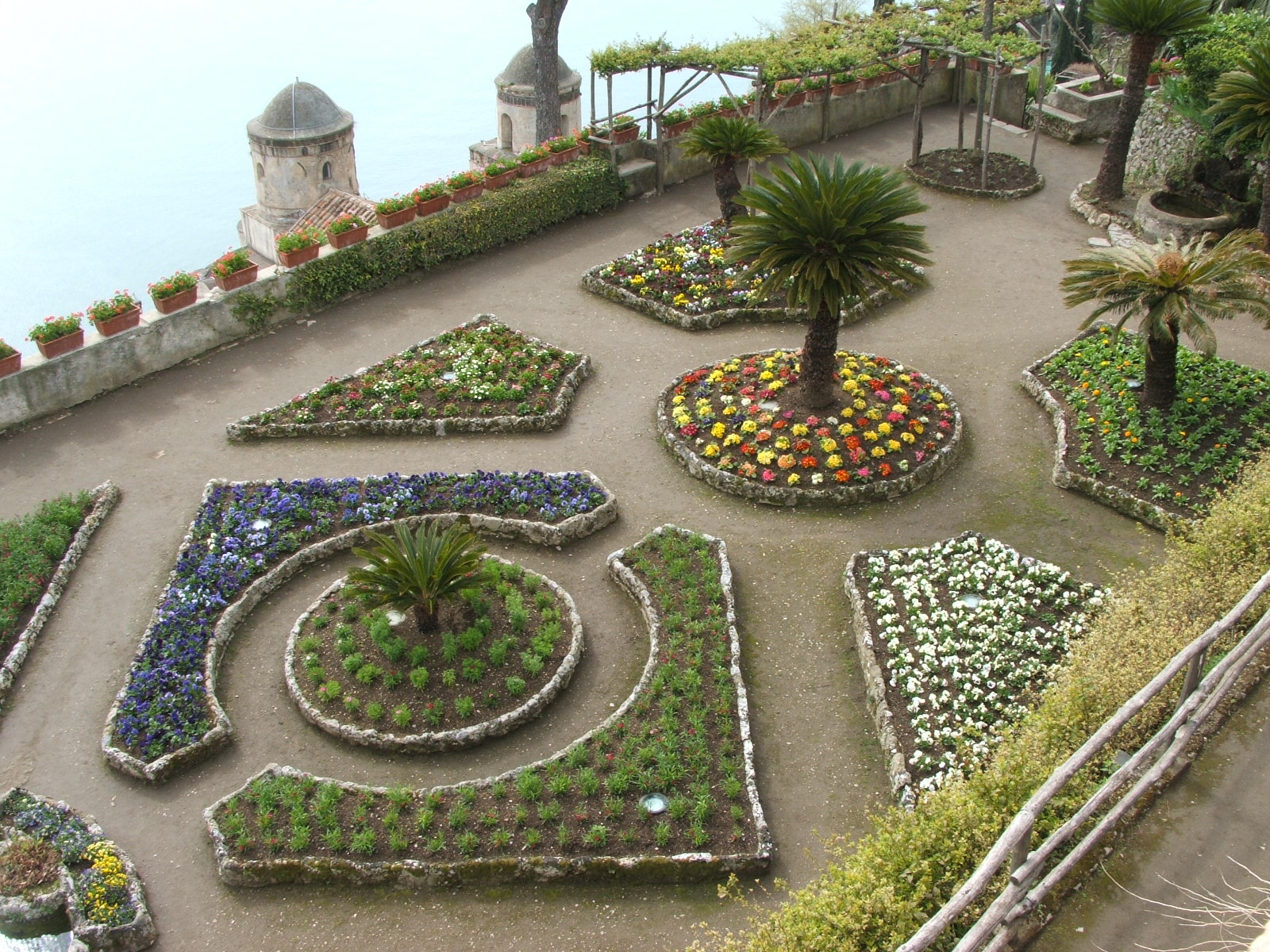
Il giardino di Villa Rufolo a Ravello in costiera amalfitana

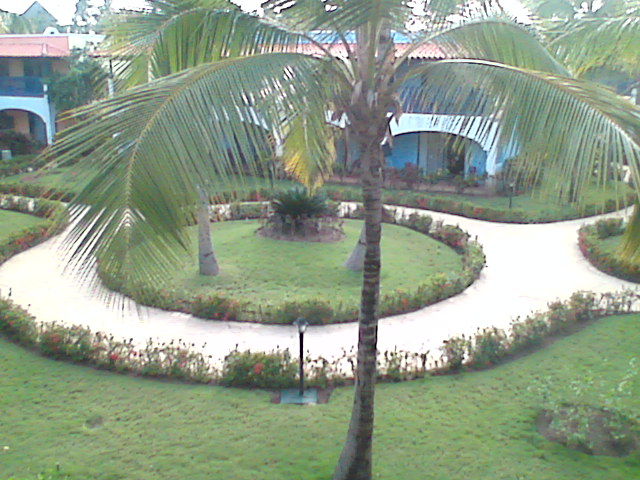
Un giardino di Bayahibe nella Repubblica Dominicana

Il giardino è uno spazio progettato, di solito all'aperto, riservato alla vista, alla coltivazione botanica e al godimento di piante e altre forme naturali.
Il termine deriva da una radice indogermanica: Gart o Hart, con il significato di "cingere, circondare"; per definizione storica è quindi una porzione di superficie delimitata. Il fatto che i giardini (soprattutto quelli molto antichi) siano sempre cintati ha determinato una confusione sull'origine del termine, il cui significato è "cingere", non "custodire, sorvegliare, fare la guardia", come a volte (erroneamente) si legge. Neanche il greco e il latino avevano dei termini univoci per indicare il giardino, e sia la parola "hortus" (latino) che "Kepos" (greco), indicano uno spazio delimitato, chiuso.
I latini avevano altri termini per definire i giardini, a seconda della funzione: "viridarium" era il vivaio dove si producevano e accudivano nuove piante, il "pomarium" era il frutteto, il "nemus" una boscaglia non totalmente irregimentata dove si celebravano riti sacri, come il Bosco di Nemi. Tali boschi, frequenti durante l'epoca precristiana, venivano chiamati anche "lucus".
Si dà spesso per scontato che i giardini siano a cielo aperto, ma la critica contemporanea ha sollevato obiezioni su questo ed è indiscutibile che esistano alcuni giardini lodevoli anche in luoghi non a cielo aperto.
Il giardino è nato con lo scopo di coltivare piante da frutto, da fiore o semplicemente ornamentali. Il giardino solitamente è situato in prossimità di edifici privati o pubblici, ma può trovarsi anche isolato da questi, prendendo il nome di parco nei casi più estesi. Nell'accezione comune quando si parla di giardino si intende solitamente quello di tipo ornamentale, mentre si usa il termine orto per indicare quello in cui si coltivano ortaggi a scopo alimentare (orticoltura).

## Storia

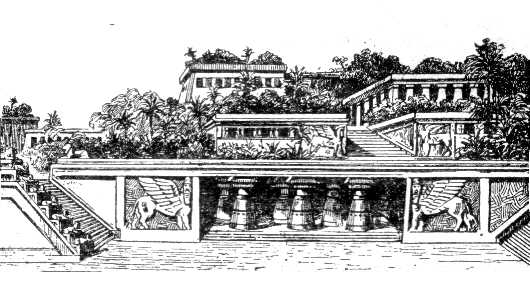
I giardini pensili di Babilonia secondo una interpretazione del XX secolo

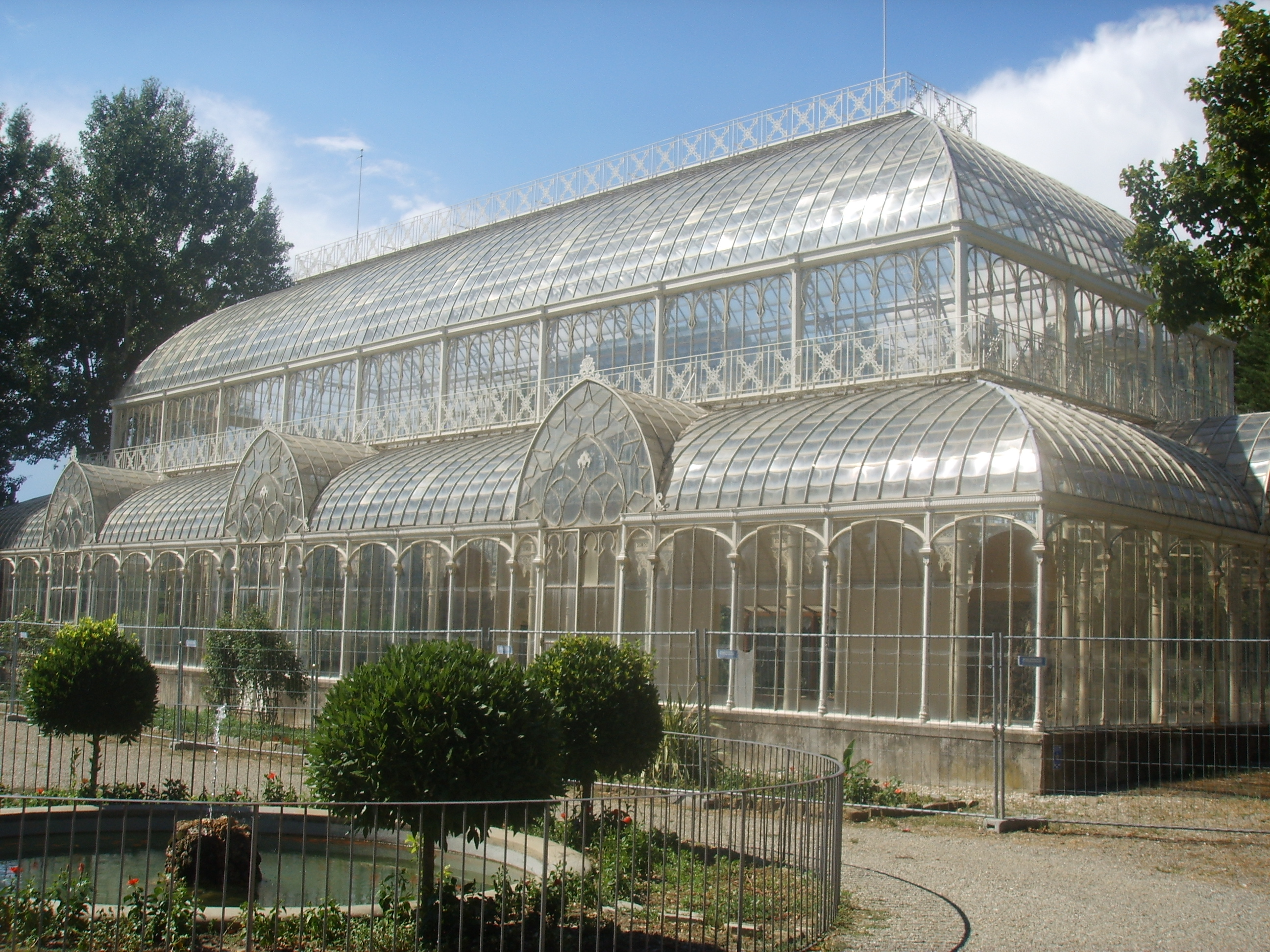
Giardino dell'Orticultura a Firenze

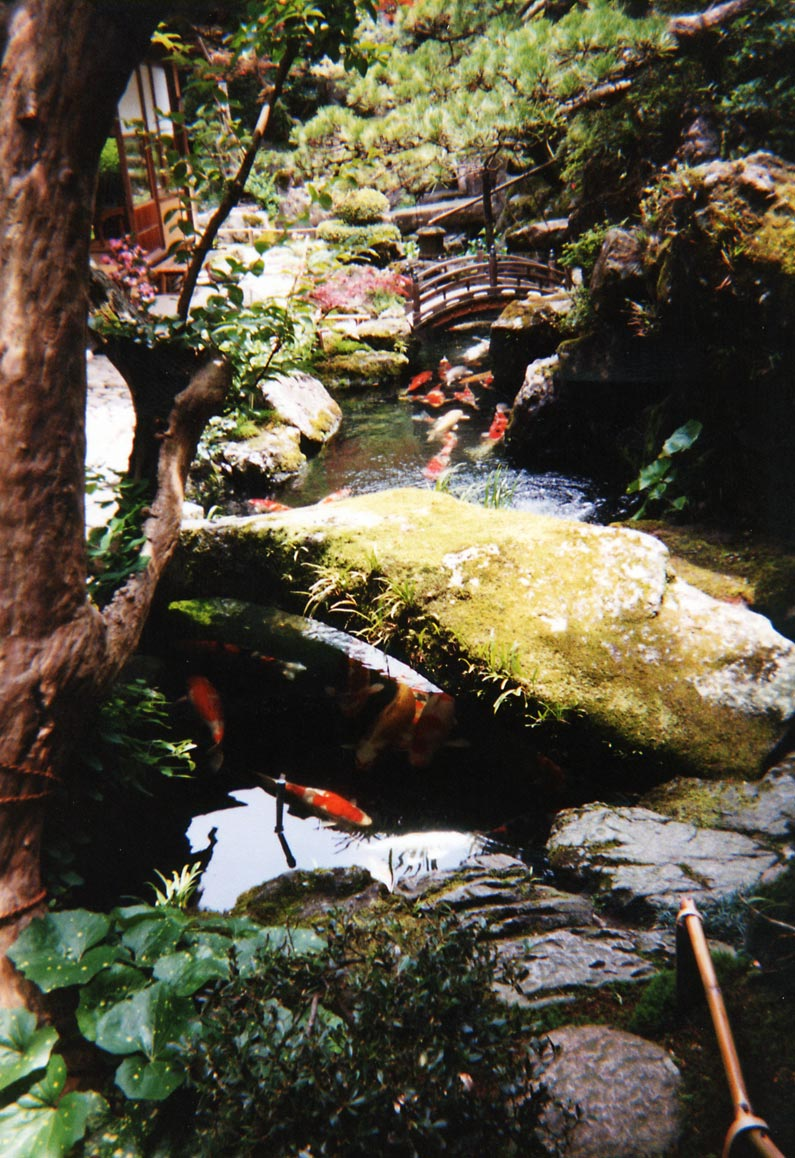
Giardino giapponese con varie Carpe Koi decorative al suo interno

Le prime testimonianze dell'esistenza di giardini ornamentali sono le pitture murali egiziane del 1500 a.C.: rappresentano laghetti ricoperti di ninfee e loto e circondati da file di alberi di acacia e di palme. Vi sono testimonianze anche di una tradizione di giardinaggio presso i persiani: si trovano citazioni di un "giardino del paradiso" appartenuto a Dario il Grande e i giardini pensili di Babilonia erano considerati una delle sette meraviglie del mondo.
Le influenze persiane si propagarono nell'Antica Grecia: attorno al 350 a.C. c'erano giardini presso l'Accademia di Atene e Teofrasto, che scrisse di botanica, si suppone avesse ereditato il giardino di Aristotele. Anche Epicuro possedeva un giardino in cui amava camminare e insegnare, che lasciò poi a Ermarco di Mitilene. Alcifrone fa menzione di giardini privati.
I giardini più rinomati del mondo occidentale antico furono i giardini di Tolomeo I ad Alessandria d'Egitto e grande influenza ebbe la tradizione di giardinaggio importata a Roma da Lucullo. Le pitture murali di Pompei, insieme con i resti archeologici, sono testimoni degli sviluppi elaborati che portarono anche alla costruzione di enormi giardini grazie alla grande ricchezza dei romani. I resti di alcuni di questi grandi giardini sono ancora oggi visibili, come ad esempio presso Villa Adriana a Tivoli.
Bisanzio e la Spagna islamica mantennero vive le tradizioni dopo il VI secolo. Nel frattempo una tradizione di giardinaggio si era autonomamente sviluppata in Cina, e poi in seguito da qui in Giappone, dove si tradusse nella creazione di giardini aristocratici che riproducevano paesaggi in miniatura centrati attorno a laghetti o i severi giardini zen presso i templi.
In Europa l'arte del giardinaggio rinacque durante il XIII secolo in Linguadoca e nell'Île-de-France, e poi nei giardini delle ville italiane nel primo Rinascimento.
Nel Medioevo il giardino vive all'interno delle proprietà monacali e nelle immediate vicinanze di castelli e corti. Questi appezzamenti sono coltivati a ortaggi ed erbe medicinali, compreso qualche albero da frutto, tutti all'esterno delle mura cittadine (tranne qualche rara eccezione), per mancanza di spazio. In questo filone di giardini utilizzati per la coltivazione di erbe medicinali, si colloca il Giardino della Minerva a Salerno del 1300, considerato tra i più antichi orti botanici d'Europa e utilizzato per gli insegnamenti della Scuola medica salernitana. Solo dal XIII secolo cominciano a diffondersi giardini e frutteti all'interno dei cortili nelle case patrizie: la spiegazione è da ricercare nel desiderio dei nobili di ricreare una parte della campagna (dove era usanza passare 4 mesi all'anno) in città. L'hortus conclusus (ovvero orto chiuso, circondato da mura) offre la riproduzione di un'immagine idilliaca: un terreno pianeggiante di forma regolare cinto da alte mura, che racchiude al suo interno prati verdi, fiori, erbe e frutteti, cornice ideale per una fontana di acqua purissima, da collocarsi sempre al centro.
I parterre francesi, la cui tradizione risale alla fine del XVI secolo, ebbero il loro massimo fulgore nelle interpretazioni di André Le Nôtre, progettista dei principali giardini nobiliari di Francia. Nel XVIII secolo il giardino inglese aprì nuove prospettive. Il XIX secolo vide il fiorire del revival dei giardini storici e la nascita dei giardini romantici, di cui una delle espressioni più note è quella dei cottage garden inglesi.
Nel XX secolo l'arte del giardinaggio si evolse integrandosi con la nuova disciplina urbanistica.

## Il giardino all'italiana

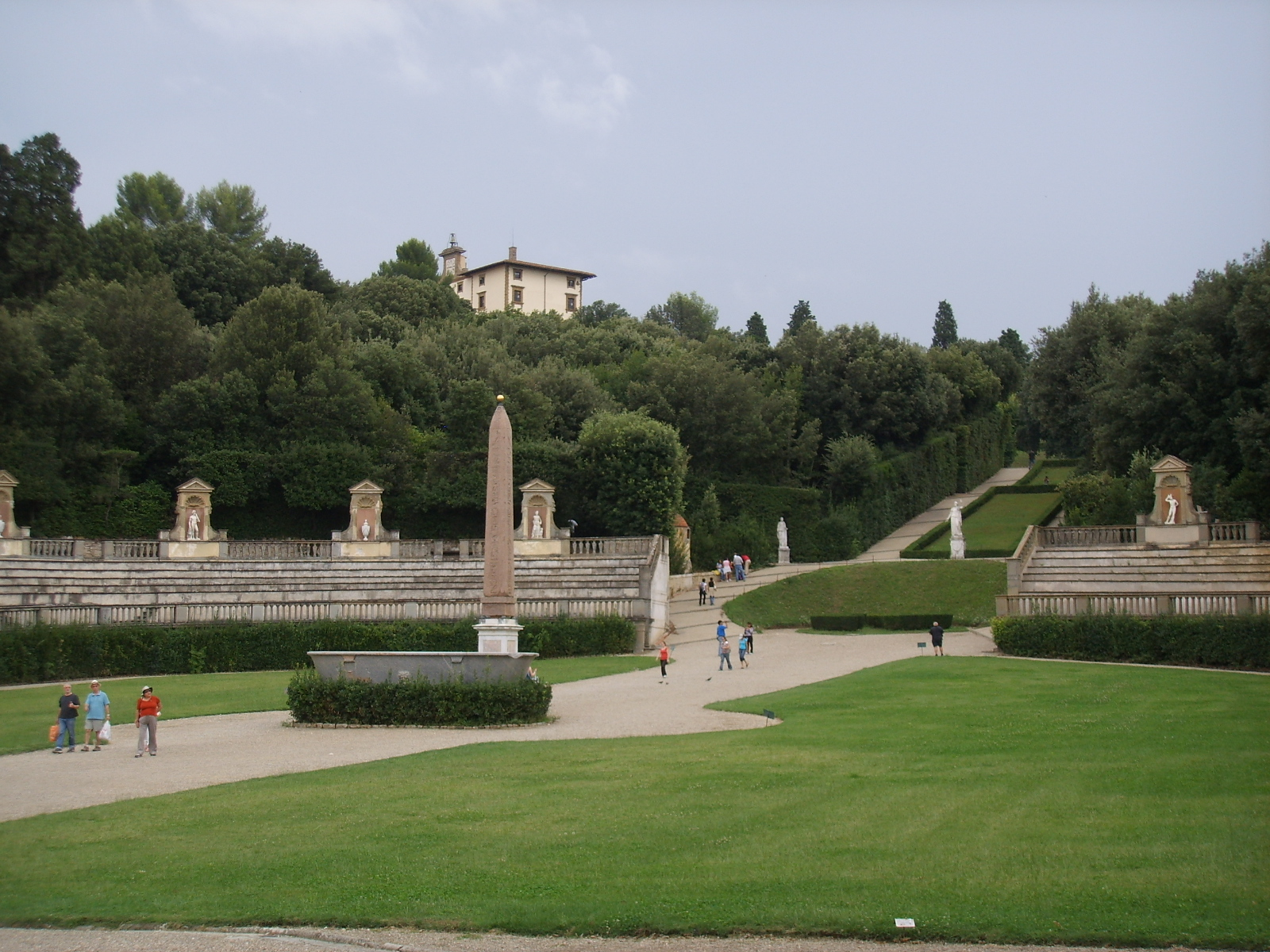
Giardino di Boboli a Firenze

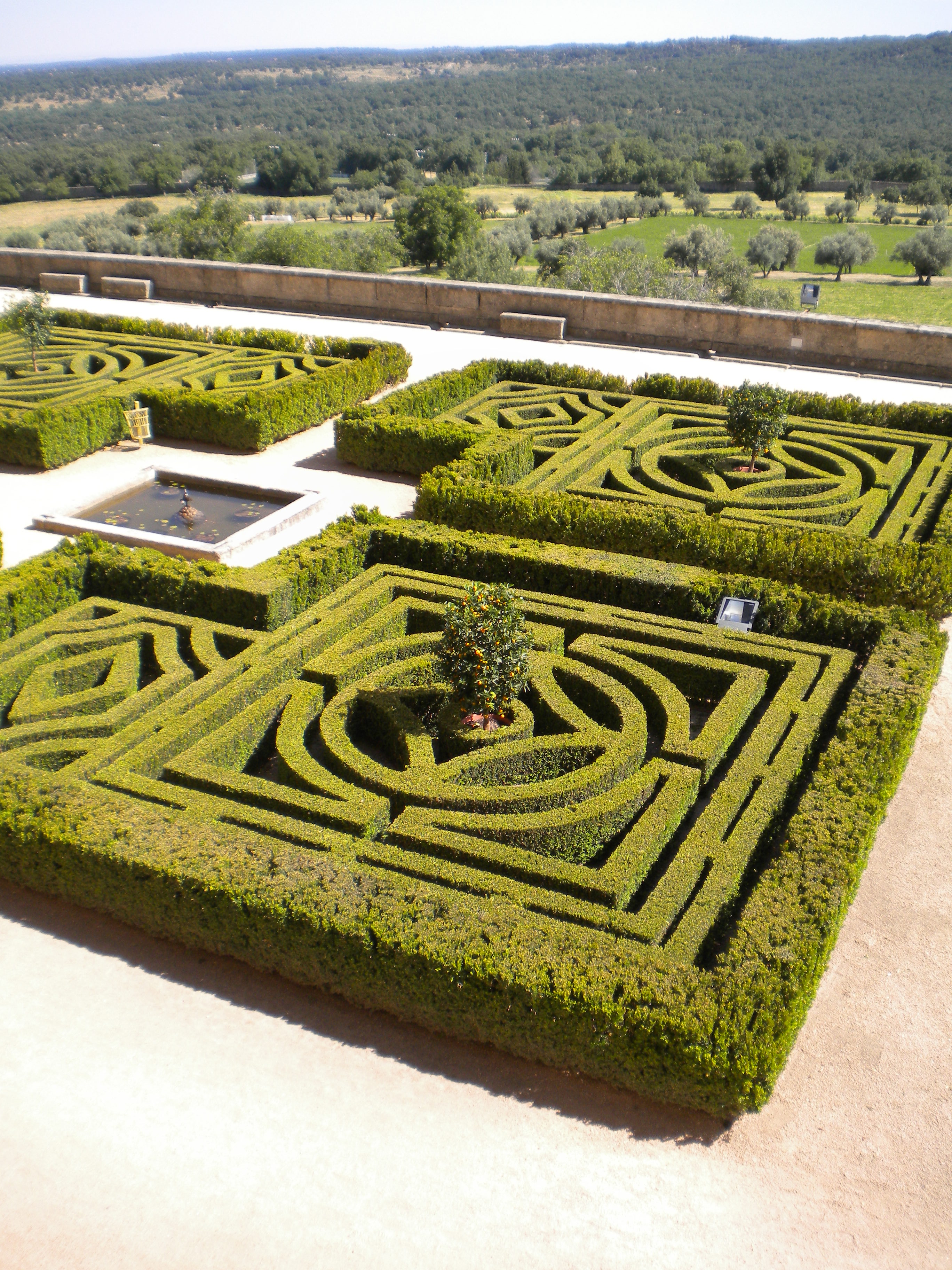
I giardini all'italiana del Monastero dell'Escorial (Spagna)

Nel XV secolo l'idea di giardino all'italiana assume un significato profondamente decorativo e architettonico, che trova la sua forma "primitiva" più illustre nel giardino di Castello a Firenze. cominciano ad essere usati i viali come assi prospettici che connettono le varie parti del giardino e viene data particolare attenzione agli effetti panoramici, accentuati con giardini pensili, terrazze e scenografiche scalinate. È un ritorno alle forme architettoniche di gusto classico (siamo nel Rinascimento) e si nota una spiccata passione per l'ars topiaria. L'evoluzione anche culturale porterà la creazione, nel Cinquecento, di giardini attentamente asserviti alla geometria delle forme: nasce l'architettura vegetale, dove minerali e vegetali sono usati allo stesso modo, al servizio dell'uomo. Ma già solo un secolo dopo - e nel Veneto, grazie anche alle ville palladiane, nello stesso Cinquecento - la forma perfetta cinquecentesca viene modificata e ammorbidita. Il giardino barocco presenta aiuole e terrazze che solo vicino al palazzo mantengono il rigore geometrico: via via che ci si allontana le forme si fanno più sinuose e compaiono ovali e forme irregolari morbide. Tra i diversi esempi di giardino all'italiana si citano il Giardino di Boboli a Firenze e il parco della Reggia di Caserta con la tipica struttura barocca a gradoni e caratterizzato da una prima zona di aiuole poi da grandi cascate e fontane che scendono dalle colline circostanti. Nelle Marche, nelle immediate vicinanze di Porto Potenza Picena si trova la rinascimentale Villa Bonaccorsi, un esempio di giardino all'italiana del Settecento.

## Il giardino alla francese

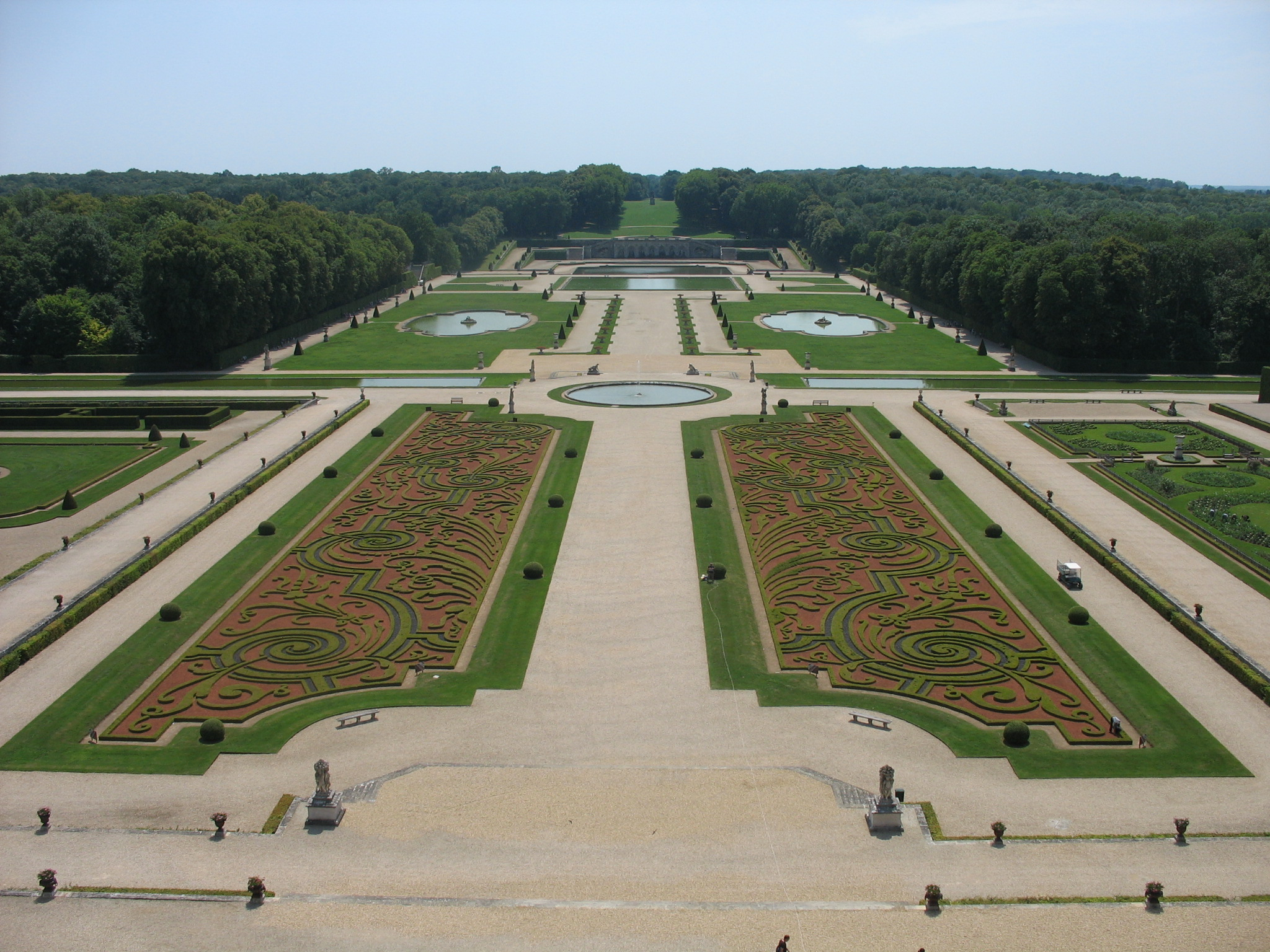
I Giardini del Castello di Vaux-le-Vicomte

In Francia, alla corte del Re Sole, quando Versailles rivaleggia con il castello di Vaux-le-Vicomte per i giardini, progettati da André Le Nôtre, nasce la denominazione di giardino alla francese.
Tuttavia l'arte dei giardini in Francia è pesantemente influenzata dal Rinascimento italiano e dagli stessi giardini all'italiana. È Caterina de' Medici a chiedere la risistemazione dei giardini delle Tuileries secondo i gusti italiani, rivisitati e interpretati dal prolifico Le Nôtre.
Il giardino francese si differenzia da quello italiano principalmente per la mancanza di terrazzamenti (facilmente comprensibile dalla morfologia del suolo francese, solitamente pianeggiante) e i pendii dolci, un grande studio sulle viste prospettiche con ampissimi viali necessari alle passeggiate in carrozza del cerimoniale reale e grandi canali d'acqua e, non ultimo, una vegetazione che prevale sull'architettura, ovvero scenografiche quinte di boschi (lontane, ma sempre presenti). Caratteristica tipica dei giardini alla francese è l'uso dei cosiddetti parterre de broderie, ricami disegnati su sabbie colorate (bianche, rosse, gialle, beige) usando piccole siepi, solitamente di bosso nano.

## Il giardino cinese

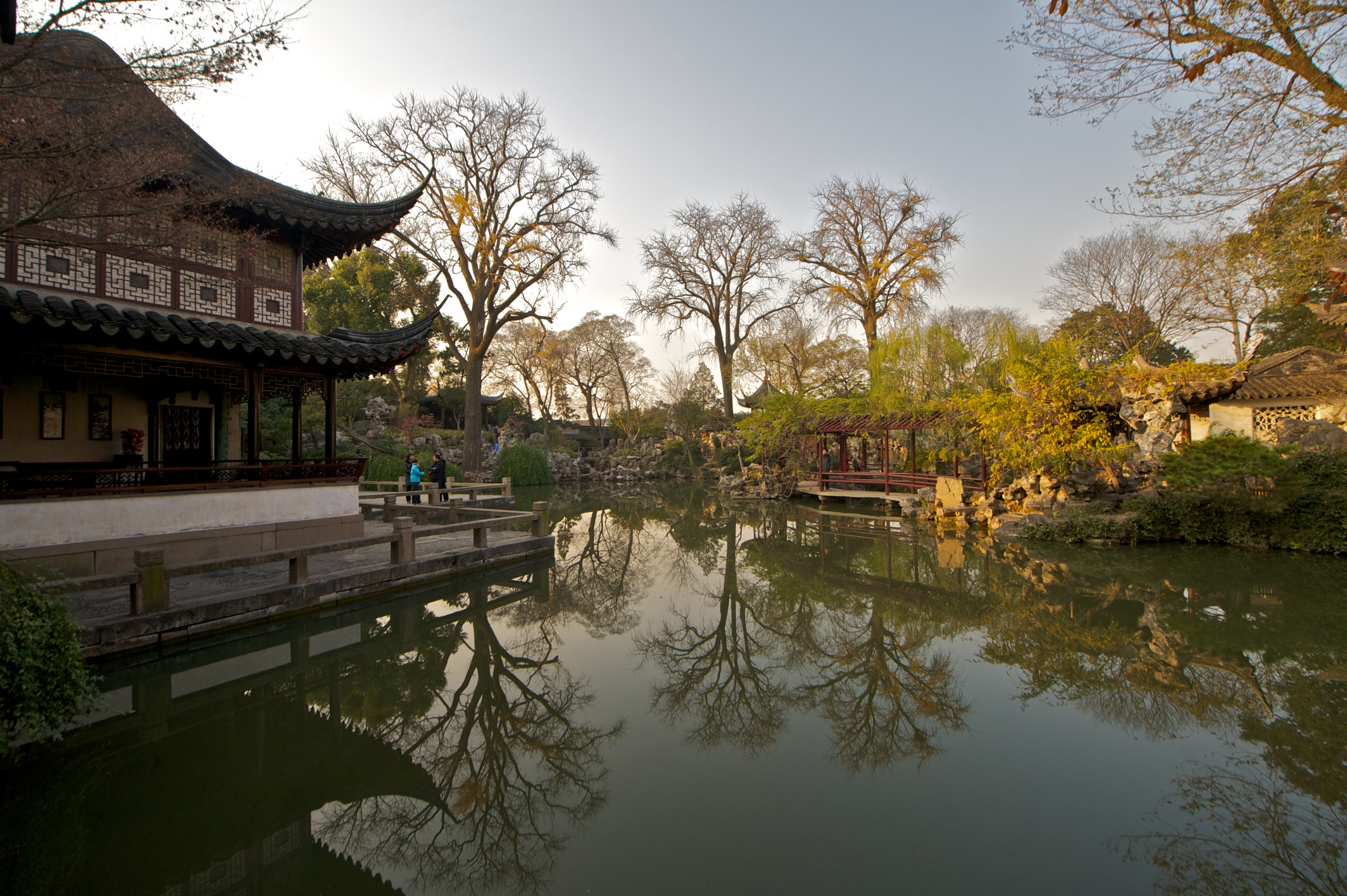
Il "Giardino dell'Indugiare" a Suzhou.

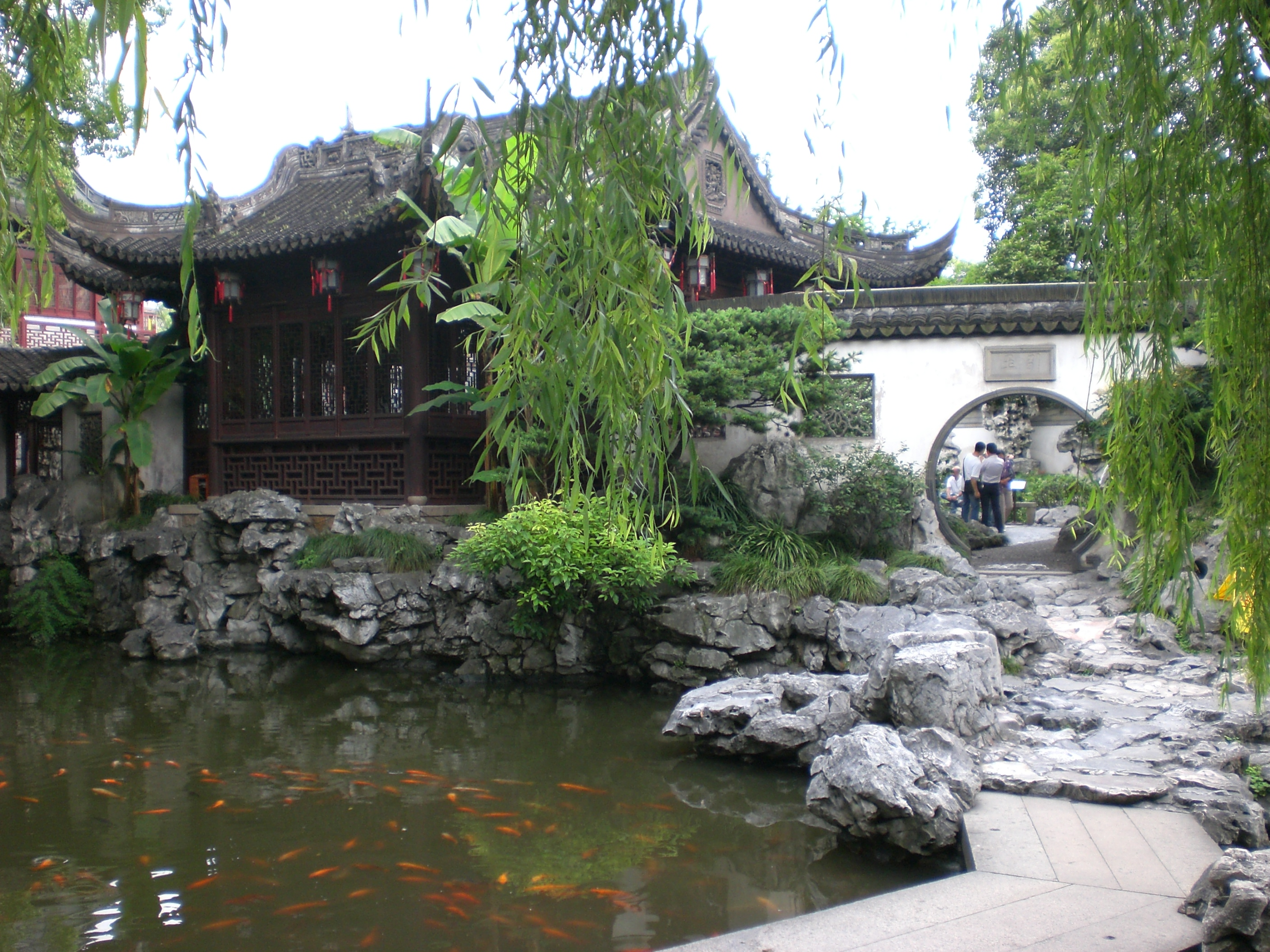
Il Giardino del Mandarino Yu di Shanghai.

Il Giardino cinese è un giardino di carattere paesaggistico che si è evoluto nel corso di 3000 anni. Esso infatti ricrea un paesaggio in miniatura idealizzato e si propone di esprimere l'armonia che dovrebbe esistere fra l'uomo e la natura. Le rocce vengono scolpite come se fossero erose dagli agenti atmosferici, gli alberi vengono ridotti di taglia per esser inseriti in contesti più ristretti, si ricreano artificialmente quegli equilibri visivi che si hanno in natura.
Inoltre il tipico giardino cinese è cinto e diviso in settori da muraglioni, include bacini, rocce, alberi e fiori oltre che a un assortimento di sale e padiglioni posti in dei punti precisi di contemplazione visiva, collegati fra loro da sentieri tortuosi, ponti e gallerie a zigzag. Spostandosi di struttura in struttura si possono vedere una serie di scene accuratamente composte, come se si srotolasse un rotolo pittorico raffigurante un paesaggio.
I giardini sorsero sia per il piacere o per impressionare, come nei grandi giardini imperiali; per rilassarsi e fuggire dal mondo reale, come nei giardini più intimi creati da poeti, studiosi, ex funzionari governativi, soldati e mercanti; sia per la riflessione e preghiera, dunque un contatto con la natura e il creatore, come nei dei templi.
Influenzarono notevolmente la creazione dei celebri giardini zen giapponesi, prima, e di quelli all'inglese, poi.

## Il giardino paesaggistico o all'inglese

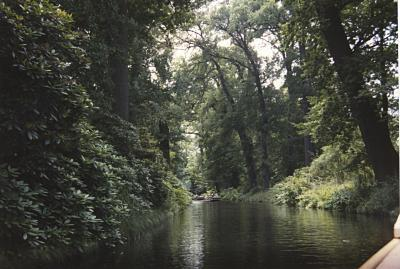
Il Regno giardino di Dessau-Wörlitz è stato uno dei maggiori parchi inglesi dell'Europa ottocentesca

Il XVIII secolo vede arrivare in Inghilterra una nuova concezione di progettare i giardini, che durerà fino a buona metà del secolo successivo (e verrà esportata in tutto il mondo): il giardino paesaggistico, che sarà poi scenario ideale per il movimento socioculturale del Romanticismo.
Completamente opposto ai giardini alla francese e all'italiana, questo giardino ha come caratteristica principale l'illusoria apparenza di essere un territorio naturale quasi selvaggio e lasciato al caso.
Gli architetti del verde inglesi (comincia infatti a nascere questa professione, soprattutto grazie a maestri come Charles Bridgham, "Capability" Brown e William Kent) aboliscono l'ars topiaria, i terrazzi, i boschetti le aiuole e i canali per fare spazio a un giardino con dolci pendii, alberi isolati o a gruppi, ruscelletti. Quasi nascosti dalla vegetazione, sorgono false rovine romane, gotiche, tempietti che si specchiano su piccoli laghi, berceau con sedute per poter leggere o conversare immersi nel verde.
Nasce l'architettura del paesaggio, l'arte di fondere il giardino con il paesaggio e questo grazie a una nobiltà e alta borghesia che non disdegna di occuparsi delle tenute agricole e, anzi, ne è fiera. Gli intellettuali britannici esaltano questo nuovo modo di progettare giardini, contrapponendola alla rigidezza dei giardini alla francese e credendola la realizzazione dell'equilibrio raggiunto dalla società inglese loro contemporanea, che nei giardini si riflette armonica e naturale. Questi giardini vengono anche chiamati "georgiani". Un grande esempio di questi giardini è il giardino inglese nella reggia di Caserta che presenta laghetti, templi, serre e persino una piccola Pompei romana.
La figura che si occupa di architettura del paesaggio è il paesaggista, che collabora con l'agronomo e il dottore forestale.

## Giardini moghul

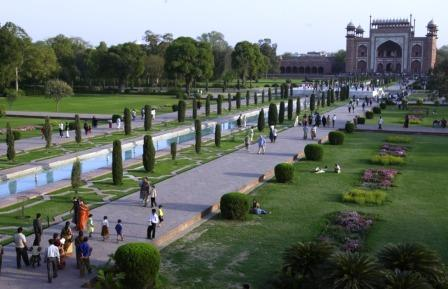
I giardini moghul del Taj Mahal

I Giardini moghul sono l'insieme dei giardini realizzati dagli imperatori moghul secondo i canoni dell'architettura islamica: il risultato tradisce importanti influenze dai giardini persiani e da quelli timuridi. Tali giardini si sviluppavano su tracciati rettilinei, molto spesso all'interno di aree cintate. Caratterizzante per queste realizzazioni è la presenza di stagni, fontane e canali all'interno dei giardini stessi.

## Tipologie
- Frutteto (con alberi da frutto)
  - Uliveto
  - Limonaia
  - Giardino d'inverno (o orangerie)
- Roseto
- Giardino botanico
- Giardino mediterraneo
- Giardino all'italiana

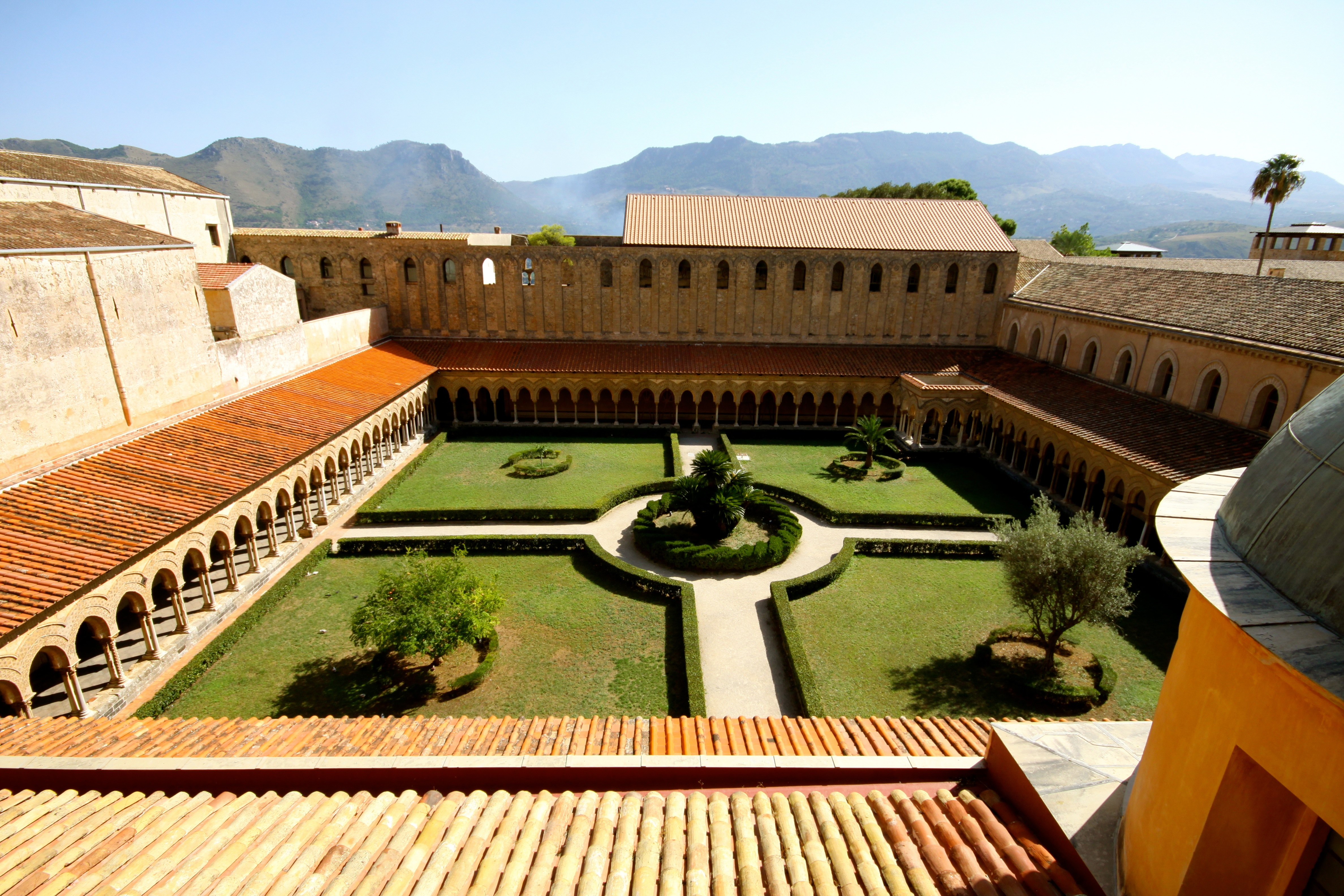
Il giardino del chiostro del Duomo di Monreale

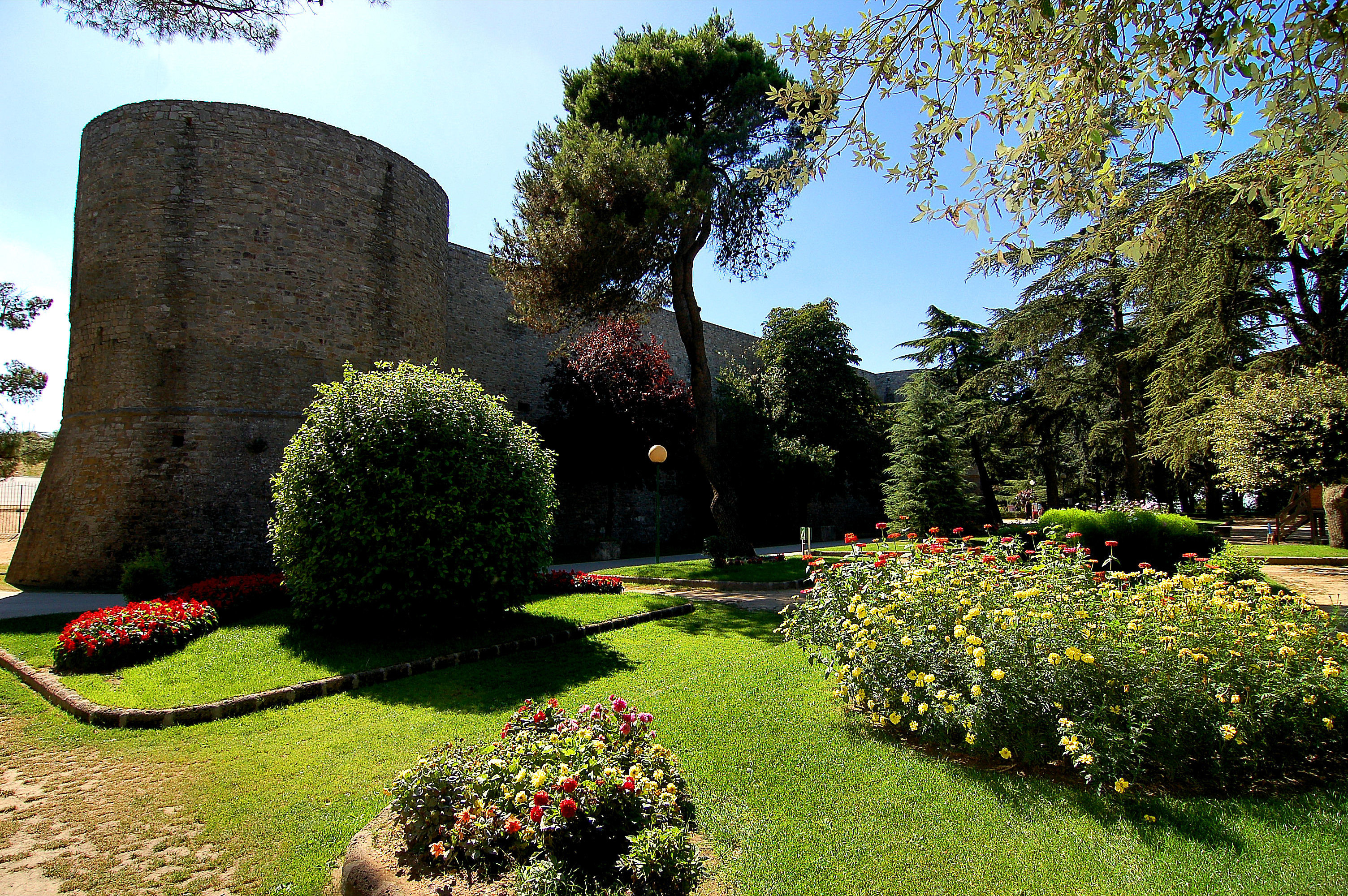
Il giardino della villa del Castello di Ariano Irpino

- Giardino naturale e giardino ecologico
- Giardino paesistico britannico o "all'inglese"
- Giardino giapponese
- Giardino zen
- Giardino segreto (o orto segreto)
- Giardino zoologico
- Parco urbano moderno
- Giardino pensile
- Giardino flottante
- Giardino tascabile
- Orto giardino